# Ladies of the Road
Ladies of the Road es un doble álbum en directo de la banda de rock progresivo King Crimson, lanzado al mercado en 2002. 
El primer CD contiene grabaciones en directo de la segunda alineación de la banda (Robert Fripp, Boz Burrell, Mel Collins, Ian Wallace, Peter Sinfield) de 1971. El segundo son distintos pasajes de la canción "21st Century Schizoid Man" grabados en actuaciones de la misma época. 

## Lista de canciones

### Disco 1
1. "Pictures of a City" (Robert Fripp, Peter Sinfield) - 8:46
Incluye:
  - "42nd at Treadmill"

Del álbum Live at Summit Studios
2. "The Letters" (Fripp, Sinfield) - 4:42
Del álbum Live at Plymouth Guildhall
3. "Formentera Lady" (Fripp, Sinfield) - 6:41
Del álbum Live in Detroit, MI
4. "Sailor's Tale" (Fripp) - 5:43
5. "Cirkus" (Fripp, Sinfield) - 7:58
Incluye:
  - "Entry of the Chameleons"

Del álbum Live in Detroit, MI
6. "Groon" (Fripp) - 6:52
Del álbum Live at Summit Studios
7. "Get Thy Bearings" (Donovan Leitch) - 8:33
8. "21st Century Schizoid Man" (Fripp, Michael Giles, Greg Lake, Ian McDonald, Sinfield) - 8:57
Incluye:
  - "Mirrors"

Del álbum Live at Summit Studios
9. "The Court of the Crimson King" (McDonald, Sinfield) - 0:48
Del álbum Live in Detroit, MI

### Disco 2
1. "21st Century Schizoid Man" (Fripp, Giles, Lake, McDonald, Sinfield) - 1:44
Incluye:
  - "Mirrors"
2. "Schizoid Men" (edit 1) (Boz Burrell, Mel Collins, Fripp, Ian Wallace) - 4:46
3. "Schizoid Men" (edit 2) (Burrell, Collins, Fripp, Wallace) - 3:12
4. "Schizoid Men" (edit 3) (Burrell, Collins, Fripp, Wallace) - 5:15
5. "Schizoid Men" (edit 4) (Burrell, Collins, Fripp, Wallace) - 6:22
6. "Schizoid Men" (edit 5) (Burrell, Collins, Fripp, Wallace) - 3:56
7. "Schizoid Men" (edit 6) (Burrell, Collins, Fripp, Wallace) - 5:13
8. "Schizoid Men" (edit 7) (Burrell, Collins, Fripp, Wallace) - 3:18
9. "Schizoid Men" (edit 8) (Burrell, Collins, Fripp, Wallace) - 5:01
10. "Schizoid Men" (edit 9) (Burrell, Collins, Fripp, Wallace) - 3:23
11. "Schizoid Men" (edit 10) (Burrell, Collins, Fripp, Wallace) - 11:42

## Personal
- Robert Fripp - guitarra, mellotron
- Boz Burrell - bajo, voz
- Mel Collins - saxofón, flauta, mellotron
- Ian Wallace - batería
- Peter Sinfield - VCS3